# Samuel Morris
Pour les articles homonymes, voir Morris.
Samuel Alfredo Morris de Olea, connu dans le monde du football sous le nom de Morris I, né en 1870 à Manille, Capitainerie générale des Philippines et mort le 23 août 1935 à Barcelone, est un footballeur et sportif hispano-philippin d'origine écossaise. Il est un des pionniers du football à Barcelone et en Espagne avec ses frères cadets Henry et Miguel (Morris II et Morris III).

## Biographie
Il naît à Manille dans le quartier de Binondo alors que les Philippines sont une colonie espagnole. Il est le fils aîné d'un couple formé par l'entrepreneur et ingénieur anglais Samuel James Morris Campbell et l'Espagnole María del Socorro de Olea y Marabea. En 1886, la famille Morris quitte les Philippines et s'installe à Barcelone où le père avait été muté afin de diriger les compagnies Barcelona Tramways Company Limited et Sociedad del Tranvía de Barcelona, Ensanche y Gracia,.

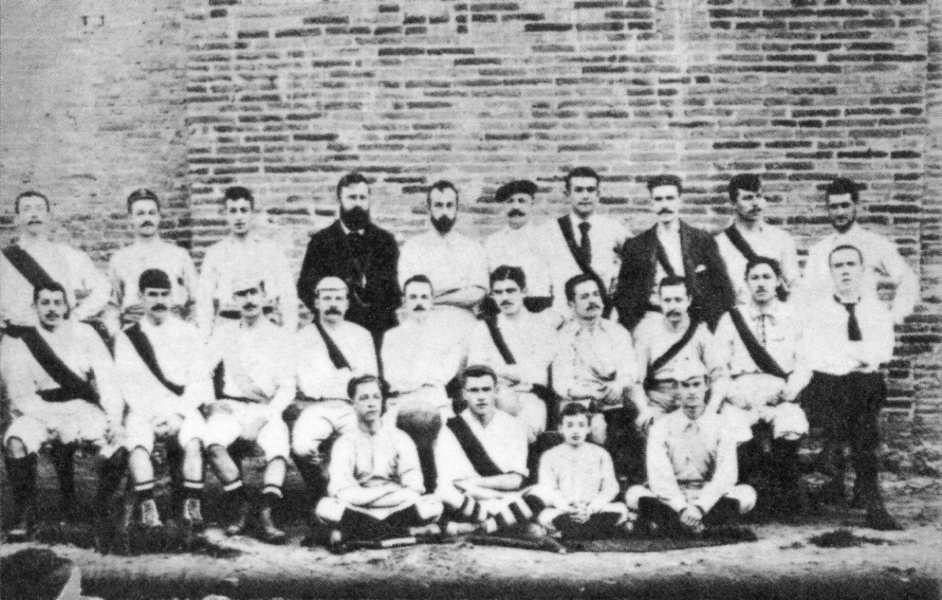
Samuel Morris (debout, deuxième en partant de la gauche) apparaît sur la photo la plus ancienne d'une équipe de football en Espagne avec son père (coiffé d'un béret) et son frère Miguel (enfant assis).

Sur les terrains proches de l'hippodrome de Can Tunis, James Morris enseignent à ses trois fils Samuel, Enrique (Henry) et Júnior (Miguel) la pratique du football, sport qui était alors pratiquement inconnu à Barcelone.
Au début des années 1890, les Morris, père et fils, avec d'autres membres du British Club, participent aux premiers matchs de football organisés à Barcelone qui donnent naissance à la Sociedad de Foot-ball de Barcelona, premier club de la ville.
En 1900, les Morris participent à la fondation de l'Hispania Athletic Club, également à Barcelone. Samuel Morris devient gardien titulaire et capitaine de cette équipe qui participe en 1901 à la Copa Macaya, la première compétition officielle de football disputée en Espagne et ancêtre du championnat de Catalogne.
En 1902, les trois frères Morris renforcent le FC Barcelone lors de sa participation à la Copa de la Coronación, premier championnat national disputé en Espagne et ancêtre de l'actuelle Coupe du Roi. Samuel Morris est le gardien de but titulaire en finale que le FC Barcelone perd face à Bizcaya (ancêtre de l'Athletic Bilbao). Samuel Morris est aussi considéré comme étant un des meilleurs arbitres de son époque et il arbitre une des demi-finales de cette compétition. Après cette parenthèse avec le FC Barcelone, Samuel Morris continue à défendre les couleurs de l'Hispania AC jusqu'en 1903, date à laquelle l'équipe est dissoute faute de joueurs.
Comme d'habitude chez les « sportsmen » de son époque, Samuel Morris pratique de nombreux sports en plus du football comme l'athlétisme, le cyclisme, le rugby, le tennis, le hockey sur gazon et la pelote basque, fondant même en 1906 la Sociedad de Sport Vasco de Barcelona. Il joue aussi au criquet, fondant avec son père le Barcelona Cricket Club, et entre 1913 et 1914 il soutient la section de criquet du FC Barcelone.